# Chiesa di San Pietro (Levanto)
La chiesa di San Pietro è un luogo di culto cattolico situato nella frazione di Legnaro nel comune di Levanto, in provincia della Spezia. La chiesa è sede della parrocchia omonima del vicariato della Riviera della diocesi della Spezia-Sarzana-Brugnato.

## Storia e descrizione
Già citato in antichi documenti dal 1235, l'edificio subì nei successivi secoli diversi rifacimenti, soprattutto nel 1482 dei quali rimangono testimonianze in una lapide murata sulla facciata presso il portale d'ingresso; gli stessi interventi, in compenso, cancellarono definitivamente le tracce dell'architettura medievale del primo impianto consto in un'unica aula con tre campate.
Subì ancora altri ampliamenti nel corso del XVI secolo - così come testimoniato in una visita pastorale del 1582 - nel quale il tempio religioso fu trasformato a due navate e ancora nel XVII secolo con l'attuale aspetto ad aula rettangolare. La zona del presbiterio fu invece ampliata nel XVIII secolo.
Tra le opere conservate, oltre a una vasca battesimale in marmo del XVI secolo, vi è una tela dello stesso secolo e ritraente i santi Antonio abate, Lucia e un santo vescovo.